# Srečko Meh
Srečko Meh, slovenski rudar in politik, * 8. avgust 1943, Završe.
Kot član SD  je bil poslanec 6. državnega zbora Republike Slovenije. in kot najstarejši poslanec vodil njegov konstitutivno sejo. Bil je župan Velenja.
Leta 2004 je soustanovil društvo Forum 21.